# Dear Mr.Socrates
Dear Mr.Socrates é o single de estreia lançado pelo grupo idol Japonês Twinklestars. Dois meses após o lançamento do CD single, o mesmo foi lançado em formato de DVD.

## Faixas
| CD single |                                   |         |  |
| N.º       | Título                            | Duração |  |
| 1.        | "Dear Mr.Socrates"                | 4:04    |  |
| 2.        | "Dear Mr.Socrates (Instrumental)" | 4:04    |  |

| DVD single |                                  |         |  |
| N.º        | Título                           | Duração |  |
| 1.         | "Dear Mr.Socrates (Music Video)" | 4:41    |  |
| 2.         | "Making of "Dear Mr.Socrates""   | 8:30    |  |